# Національні установчі збори

Національні установчі збори

Національні збори, (фр. Assemblée nationale), Національні установчі збори, також Конституанта (фр. Assemblée nationale constituante) — таку назву зазвичай мали перші установчі збори представників народу у Франції за часів Великої революції.

## Національні установчі збори 1789—1791 рр.
Коли внутрішнє становище Франції змусило Людовика XVI скликати генеральні штати, паризький парламент зажадав, щоб вони були складені за формою, яку мали у 1614 році, тобто щоб привілейовані стани (духовенство і дворянство) мали 2 голоси, а непривілейований (третій стан) — один голос. Це загрожувало загальмувати необхідні реформи. Нація, захоплено зустріла звістку про майбутнє скликання генеральних штатів, вимагала поголовного голосування і подвоєння депутатів третього стану. Хоча, скликані Неккером нотаблі висловилися за збереження голосування по станам і проти подвоєння числа депутатів третього стану, однак, Неккер погодився на останню міру, залишивши невирішеним питання про спосіб подачі голосів.
Бальяжі і сенешальства (судові округи) були розділені на 2 класи (як і в 1614 році): бальяжі першого класу повинні були прямо від себе посилати депутатів, бальяжі другого класу були з'єднані по кілька в групи, і призначали представників в генеральні штати. Регламент 24 січня 1789 визначив виборчі права кожного стану. Особливо складними були вибори третього стану. Всі французи за народженням або натуралізовані, які досягли 25 років, які мають осілість і внесені до списків податків, брали участь в первинних виборчих зборах, які складали накази і вибирали делегатів, які зводили первинні накази в один загальний наказ і призначали 1/4 представників зі свого середовища для подання наказу в загальні збори третього стану, що збиралися в головному місті бальяжу або сенешальства. Вибори були частково триступеневі, частково двоступеневі; в округах, складених з декількох бальяжів, депутати кожного бальяжу вибирали 1/4 представників зі свого середовища в загальні збори округу, а ті уже обирали депутатів.
Взагалі в правилах про вибори не було одноманітності. Грамота про скликання генеральних штатів (27 квітня 1789) свідчила так:
«Депутати генеральних штатів будуть забезпечені інструкціями і загальними повноваженнями (фр. pouvoirs generaux), достатніми для того, щоб вони пропонували, представляли, вирішували і приймали все те, що може стосуватися потреб держави, виявлення зловживань, встановлення певного і міцного порядку в усіх частинах управління, загального добробуту нашого королівства, і блага всіх, і кожного».

Генеральні штати були відкриті особисто королем у Версалі, 5 травня 1789 року, коли ще не всі вибори були закінчені. Загальне число депутатів дорівнювало 1118: 577 — від третього стану, 291 — від духовенства, 250 — від дворянства. Серед них було порівняно мало осіб, досвідчених у справах, практично знайомих зі станом в країні і з її потребами. Духовенство досить різко розпадалося на вище (48 архієпископів і єпископів, та 36 абатів і каноніків) і нижче (бідні сільські кюре), що заздрили багатству та впливу вищого духовенства. Серед дворянства було близько 60 членів, які займали високі посади; з депутатів третього стану лише 10 виконували вищі посади інтенданта, державного радника тощо, більшість же складалася з адвокатів, нотаріусів, лікарів, купців, ремісників і невеликої групи сільських господарів.
Єдину урядову програму засідань генеральних штатів представляло спочатку рішення королівської ради 27 грудня 1788 року, яка схвалила доповідь Неккера від того ж числа. Ця програма містила в собі: повернення нації права давати згоду на податки, періодичність скликання генеральних штатів, встановлення бюджету витрат, обов'язкового для міністрів, призначення цивільного листа, віддачу на рішення штатів питання про lettres de cachet і про свободу преси, встановлення в усьому королівстві провінційних штатів, спрощення адміністрації, рівність усіх перед податком. Мова короля при відкритті штатів жодним словом не згадувала про ці обіцянки і визнавала головним завданням штатів відновлення міцного порядку в фінансах і зміцнення державного кредиту. Король оголошував, що він збереже недоторканною свою владу і монархічні принципи. Хранитель печаті Барантен, що говорив після короля, застерігав збори від «згубних химер», надавав трьом станам самим встановити спосіб голосування (схвалюючи, втім, поголовне голосування), обіцяв рівність станів в платежі податків. Доповідь Неккера, наповнена сухими цифрами, справила несприятливе враження своїми протиріччями. І в ній не йшлося ані слова про колишні обіцянки.
6 травня усі стани зібралися окремо, але депутати третього стану, які вирішили взяти назву «депутатів громад» (фр. deputes des Communes), висловили небажання утворити з себе окрему палату. Дворянство, 188-ма голосами проти 47, вирішило приступити до повірки повноважень окремо від інших станів; духовенство прийняло таке ж рішення (не остаточне), але лише незначною більшістю в 19 голосів. Наступного дня 12 членів третього стану запросили духовенство та дворянство сформувати загальні збори і спільно приступити до повірки повноважень. Духовенство запропонувало, щоб стани призначили для угоди особливих комісарів, а третій стан погодився вимагати поголовного рахунку голосів спочатку лише для спільної повірки повноважень.
Так справа тягнулася до 10 червня, коли, за пропозицією Сійеса, третій стан вирішив в останній раз зробити запрошення двом іншим станам і потім приступити до повірки повноважень усіх депутатів, що і було закінчено до 15-го числа (вже тоді кілька кюре приєдналося до депутатів третього стану). Слідом за тим депутати третього стану зайнялися питанням про найменування зборів. Відкинувши кілька пропозицій (Мірабо, наприклад, пропонував назву «народної палати»), третій стан, визнаючи себе представництвом 96 сотих усієї нації, узяв 17 червня, за пропозицією Сійеса, назву «Національні збори».
Щоб убезпечити себе від можливої перерви або навіть припинення їх діяльності, члени національних зборів вирішили пов'язати зі своєю долею долю державного кредиту і оголосили, що «податки і побори, хоча встановлені і стягуються незаконно, все-таки будуть стягуватися як і раніше», але тільки до розпуску зборів, з дня якого, стягнення всіх податків і поборів, не прийняті зборами, повинні припинитися. Далі Національні збори оголосили, що, як тільки вони встановить, у згоді з королем, принципи відродження нації, вони займуться дослідженням і консолідацією державного боргу, і поставлять державних кредиторів на охорону честі французького народу.
Між тим, дворянство і вище духовенство звернулися до короля з протестом проти дій третього стану. 20 червня зала засідань Національних зборів опинилася замкненою, під приводом приготувань до королівського засідання. Тоді депутати зібралися в залі для гри в м'яч (фр. salle du jeu de paume), що належала графу д'Артуа і тут, під головуванням Бальї, урочисто присягнули не розходитися і збиратися всюди, де вимагатимуть обставини, до тих пір, поки не буде створена і затверджена на міцних підставах конституція королівства.

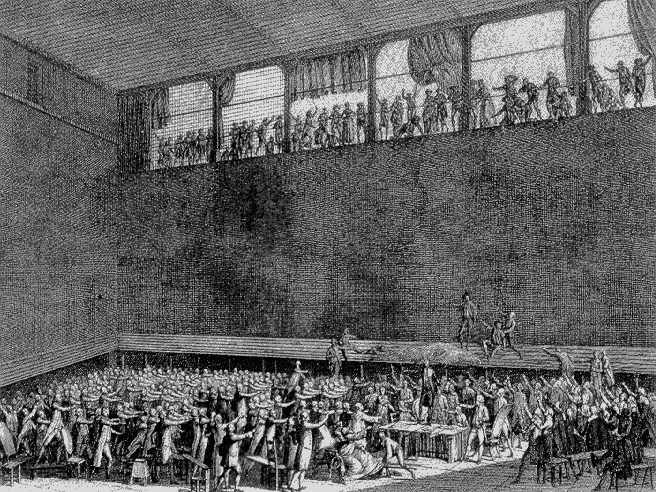
Національні установчі збори

22 червня депутати зібралися в церкві св. Людовика (граф д'Артуа велів замкнути ігровий зал). Тут до них приєдналися, для спільної перевірки повноважень, більшість депутатів від духовенства. Урочисте засідання 23 червня, за участю усіх станів, було відкрито промовою короля, в якій він, вказавши на «згубний поділ», заявив, що сам повинен припинити його. Потім була прочитана королівська декларація. Неккер спочатку склав дуже помірний текст декларації, проте у ньому було відведено місце і обіцянкам, даним 27 грудня 1788 року.
Цей проєкт не був прийнятий королем, що підкорився впливу королеви і графа д'Артуа. Відсутність Неккера на засіданні 23 червня ясно підкреслювало незгоду популярного міністра з новоскладеною декларацією. У ній заявлялося, що король бажає зберегти давню відмінність трьох станів: депутати повинні утворювати три палати і обговорювати справи по станах, сходитися ж для спільних обговорень вони можуть лише з особливого дозволу короля. Король оголошував такими що втрачають силу, як незаконні і не конституційні, наради депутатів третього стану. Він обіцяв, що без згоди представників і нації жоден новий податок не буде встановлений, ніякий старий податок не буде продовжений понад визначений законом термін, ніякої позики не буде укладено (крім виняткових випадків, наприклад війни); всі податки будуть встановлюватися лише до скликання наступних генеральних штатів тощо. Король висловлював бажання забезпечити особисту свободу і запрошував генеральні штати знайти й запропонувати йому найбільш підхожі способи для того, щоб примирити ліквідацію lettres de cachet з підтриманням громадської безпеки, щоб узгодити свободу друку з повагою до релігії, моральності й честі громадян тощо.
На закінчення було висловлено, що жоден законопроєкт не може отримати силу закону без спеціального схвалення короля, і повторена вимога короля розійтися негайно, а на наступний день зібратися для засідань кожному стану окремо.
Коли король пішов, за ним пішли майже всі єпископи, кілька священиків і значна частина дворян, інші ж депутати залишилися на своїх місцях.
«Панове, — сказав церемонімейстер де Брезе, — ви чули наказ короля».
«Так, — відповів Мірабо, — ми чули наміри, які навіяні королю… Якщо вам доручили змусити нас піти звідси, ви повинні просити наказу вжити силу, так як ми не покинемо наших місць інакше, як перед силою багнетів» (ця фраза стала популярною у дещо іншій формі: «Підіть і скажіть вашому королю, що ми знаходимося тут з волі народу і підемо звідси тільки поступаючись силі штиків»).

Національні збори одностайно постановили, що вони залишаються при своїх колишніх рішеннях, і більшістю голосів 493 проти 34 оголосили (за пропозицією Мірабо) особистість депутатів недоторканою, а всіх, хто став би переслідувати їх під час або після закінчення сесії, за які б то не було пропозиції, думки або промови, проголошені ними в генеральних штатах, — зрадниками нації, винними в кримінальному злочині. Настрій зборів знайшов собі вираз в словах Мірабо:
«…те, що ви чули, могло б бути благом для батьківщини, якби подарунки деспотизму не були завжди небезпечні…»

Двір бажав діяти рішуче і заарештувати голів третього стану, проте злякався реакції народу і навіть переконав Неккера взяти назад прохання про відставку. 24 червня більшість духовенства увійшла до складу Національних зборів, а 25-го те ж саме зробила меншість дворян (47 осіб, з герцогом Філіпом Орлеанським на чолі).
27 червня король запросив і інших депутатів приєднатися до Національних зборів, які з 9 липня стали називатися установчими (фр. constituante).
Конституційний комітет з 30 осіб, обраний зборами, представив 8 липня план робіт, що стосуються вироблення нової конституції. Стурбовані зосередженням військ коло Парижа, збори звернулися до короля з запитом, на який вони отримали відповідь лише після подій 14 липня. 11 липня Неккер отримав відставку; Національні збори оголосили, що він та інші звільнені міністри забирають із собою повагу зборів і його жаль.
14 липня відбулося взяття Бастилії, потім почалися заворушення в містах і селах, відмови селян від сплати повинностей на користь поміщиків, ліквідація замків і документів на феодальні права. Фактично феодалізму настав кінець.

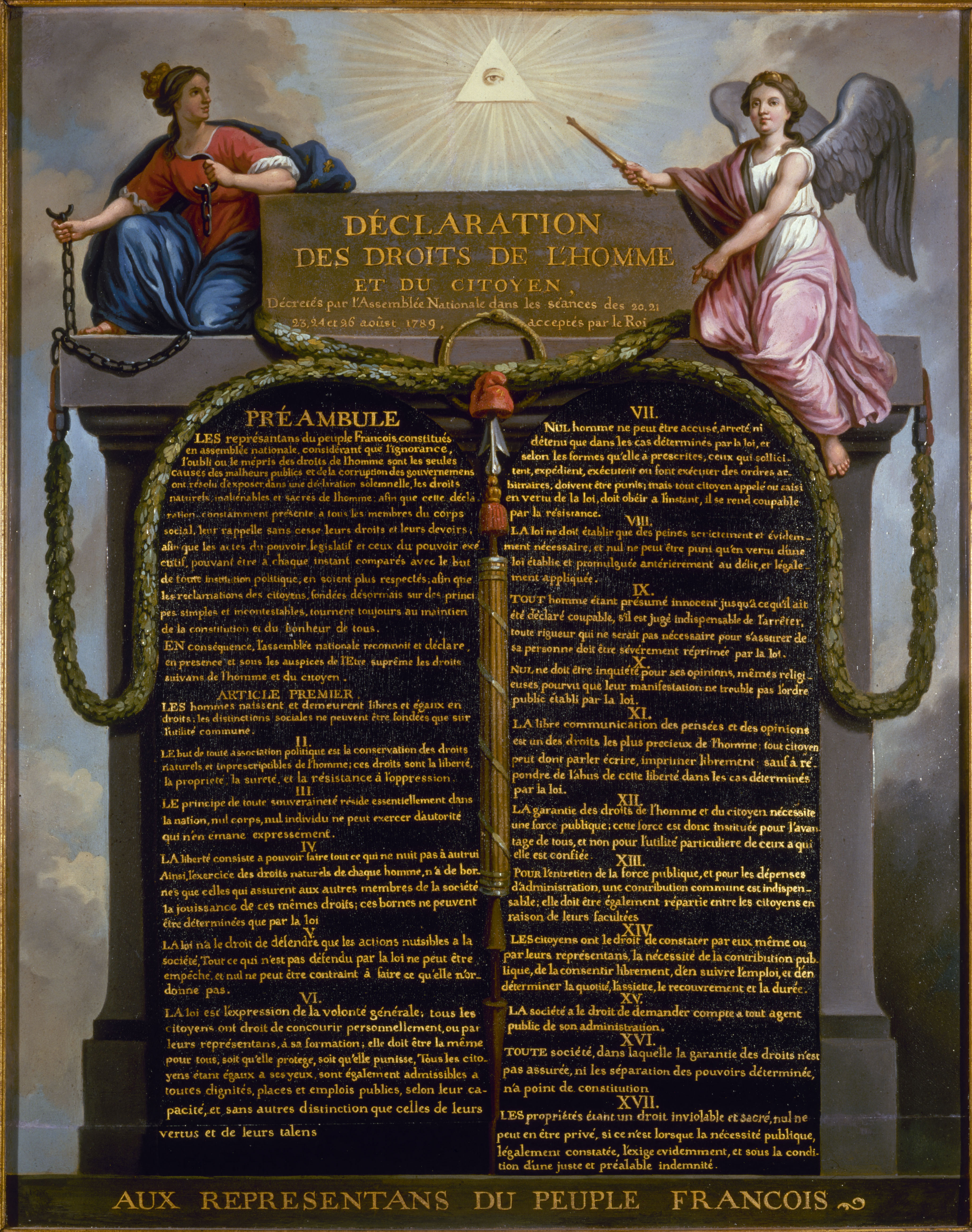
Декларація прав людини і громадянина

4 серпня 1789, в знаменитому нічному засіданні, віконт Ноайль запропонував, для заспокоєння країни, оголосити такими, що підлягають викупу всі феодальні права, крім сеньйориальної панщини, права мертвої руки і інших залишків особистої залежності, які повинні бути ліквідовані без викупу. Цю пропозицію підтримав герцог д'Егійон, який вимагав, втім, викупу всіх без вилучення феодальних прав. Потім було зроблено ще цілий ряд пропозицій, і Національні збори прийняли наступні статті: ліквідація кріпацтва і права мертвої руки, можливість викупу сеньйориальних прав, ліквідація сеньйориальної юрисдикції, усіх грошових привілеїв та імунітетів, виняткового права полювання, заміна десятини грошовим внеском і можливість викупу всіх десятин (пізніше десятина була просто ліквідована), рівність податків, допущення усіх громадян до усіх військових посад, встановлення законів дарування, ліквідація продажу посад та привілеїв окремих провінцій і міст, реформу цехів. До кінця вересня зборами була затверджена «Декларація прав людини і громадянина».
1 жовтня, у Версалі, відбулося свято на честь офіцерів Фландрійського полку, на якому чітко виразилося неспівчуття двору до Національних зборів.
5 жовтня в Парижі вибухнув бунт: голодна юрба, супроводжувана національною гвардією, на чолі з Лафаєтом, рушила на Версаль і примусила короля переїхати до Парижа (6 жовтня). Тоді ж король дав свою згоду на представлені йому статті конституції та декларації прав.
З 19 жовтня Національні збори засідали у Парижі, спочатку в приміщенні єпископства, а потім у так званому Манежі, близько Тюїльрі. Коли в червні 1791 року Людовик XVI здійснив спробу втекти з Парижа, Національні збори оголосили свої засідання безперервними і постановили, що до скасування ним цього заходу, декрети зборів будуть виконуватися незалежно від прийняття їх королем. Вони взяли у свої руки керівництво державою, підпорядкували собі міністрів, послали в прикордонні департаменти комісарів зі свого середовища і склали новий текст присяги для армії. Питання про наслідки втечі короля, викликали в середовищі зборів різку незгоду в поглядах різних партій. Члени правої частини зборів говорили про викрадення (фр. enlevement) короля і вимагали відповідальності лише для радників та виконавців цього плану; серед лівої ясно висловлювалися республіканські прагнення і лунали голоси на користь скликання Національного конвенту.
Тоді ж були декретовані три наступні статті:
1. якщо король, склавши присягу конституції, відмовиться від неї, він буде вважатися таким, що відрікся від престолу;
2. якщо король стане на чолі армії, щоб направити її сили проти нації, або якщо він накаже своїм генералам виконати такий наказ, або, нарешті, якщо він буде чинити опір, формальним актом, всякого такого роду дії, вжитому від його імені, він буде вважатися таким, що відрікся від престолу;
3. король, який відрікся або вважається таким, що відрікся від престолу, стає простим громадянином і підлягає на загальних підставах відповідальності за злочини, вчинені після його зречення.

Члени клубу кордельєрів склали петицію на ім'я Національних зборів, в якій вони заявляли, що «злочин Людовика XVI доведено, а тому він вважається таким, що король відрікся», і просили прийняти його зречення та скликати нові установчі збори.
17 липня, на Марсовому полі, ця петиція була виставлена на вівтарі вітчизни і зібрала вже понад 6 тис. підписів, коли з'явилися війська і Національна гвардія. Сталося військове зіткнення, під час яких було багато вбитих і поранених.
Це сильно похитнуло популярність Національних зборів, Лафаєта і Байї (мера Парижа). 5 серпня розпочався перегляд конституції, що закінчився 1 вересня. 3 вересня 1791 нова конституція була представлена королю, який прийняв її 13 числа, а 14 підписав її на Національних зборах та склав присягу.
«Бути вірним нації і закону, вживати всю делеговану йому владу на підтримку декретованої Національними установчими зборами конституції і примушувати виконувати закони».

30 вересня 1791 року відбувалося, в присутності короля, останнє засідання Національних зборів, на зміну яких в подальшому прийшли законодавчі збори, в яких не міг бути, і не був обраний жоден колишній депутат Національних зборів (згідно з декретом від 16 травня 1791).

## Склад та порядок проведення зборів
Керівником Національних зборів був обраний, зазвичай на 15 днів, голова. Список голів Національних зборів містить у собі майже всі найпомітніші імена Національних зборів. Голова, секретарі (6 осіб, строком на один місяць) і члени різних комітетів щомісячно обиралися до бюро (комітети) (кількістю 30 осіб), на які поділялися збори. На попередній розгляд бюро вносились деякі проєкти. Найголовніші комітети Національних зборів: конституційний, фінансовий, церковний, дипломатичний, редакційний, судовий, військовий, феодальний, розшуковий (фр. Comitee des recherches), обов'язком якого було розкривати «образи нації»).
Право вносити пропозиції належало всім депутатам, але пропозиція надходила на обговорення зборів лише в тому випадку, якщо до неї примикало, ще принаймні два депутати.
Засідання були публічними; публіка звичайно не обмежувалася роллю глядачів, а втручалася в хід дебатів, аплодувала або шикала. Кілька разів життю депутатів, особливо ненависних натовпу, загрожувала серйозна небезпека. Партії не були розмежовані одна від одної.
Головних партій було три:
- Партія аристократів (вище духовенство, частина дворянства і колишніх членів парламентів різного рівня) бажала (різною мірою) збереження старого порядку і не була розбірлива у виборі засобів протидії більшості. Головні члени цієї партії: д'Епременіль, віконт Мірабо (брат великого оратора), абат Морі, Казалес.
- Середню партію (первинний центр) утворили монархісти, віддані ідеї королівської влади, але прихильники, у той же час, реформ і конституції, з поділом влади, і з представництвом з двох палат (Малуе, Муньє, Лалл-Толандаль, Бергасс, Клермон-Тоннер і ін.) На початку 1791 року вони заснували закритий клуб «неупереджених» або «монархічний». Багато з них залишили Національні збори після рішень 5-6 жовтня і після того, як збори зупинилися на однопалатній системі.
- Третя найвпливовіша партія —ліва, яку очолював «тріумвірат», що складався з Барнава, Дюпора і Ламета. Більш помірковані її члени (Тарже, Шапелье, Сійес, Рабо-Сент-Етьєн, Лафайєт, Байї та ін) зайняли місце первісного центру, коли той розпався.

Мірабо було важко зарахувати до тієї чи іншої партії, тому що у нього був свій власний план дій. Щоб перешкодити утворенню проєктованого Мірабо міністерства на чолі з ним, Національні збори прийняли постанову, якою забороняли своїм членам ставати міністрами. Політику Мірабо хотіли, після його смерті, продовжувати Барнав і Ламет, що відокремилися від більш крайніх «скажених», до яких належали Бюзо, Петіон, Робесп'єр, Редерер та ін. Серед останніх уже в цей час стали ясно намічатися республіканські прагнення.
Законодавча діяльність Національних зборів надзвичайно широка: вони заново перебудували всю Францію. У своїй законодавчій діяльності Національні збори виходили, по-перше, з визнаних тоді починань панівної раціоналістичної філософії, головним чином з політичних теорій Монтеск'є, Руссо і Маблі. Далі, воно брало до уваги вимоги життя, які давно довели повну неспроможність більшої частини установ і порядків старої Франції. Сильний вплив на діяльність зборів здійснювали поточні події. Так, наприклад, крайня слабкість виконавчої влади, яку створила конституція 1791 року, пояснюється не тільки впливом теорії, яка вимагала відокремлення влад та їх незалежності одна від одної, але і тією недовірою, з якою прихильники реформ ставилися до Людовика XVI, що часто перебував під впливом придворно-реакційної партії.
При такому положенні справ, Національні збори не хотіли надавати Людовику XVI сильну владу, побоюючись, що вона стане в його руках або в руках його радників знаряддям реакції та впливу. Цим пояснюється, значною мірою, і невдача планів Мірабо. Нарешті, в декретах Національних зборів можна простежити також вплив інтересів того суспільного класу, з середовища якого вийшло більшість діячів 1789 року, тобто буржуазії.
Національним зборам часто ставлять в докір презирство до досвіду минулого, радикалізм, схиляння перед абстрактними починаннями, з яких вони дедуктивним шляхом намагалися добути часткові приклади подальшої діяльності. Цей докір в значній мірі послаблюється тим, що в старому порядку занадто небагато заслуговувало збереження. Звинувачення Національних зборів в непрактичності, в нестачі політичного розуму, також значно послаблюються, якщо взяти до уваги минуле Франції, ті крайнощі централізації та урядової опіки, які представляли погану основу для розвитку в суспільстві практичного знайомства з державними і громадськими справами.
Конституція 1791 року проголошує суверенітет нації, визнає, що всяка влада походить від народу, що закон є вираженням загальної волі. Вона проводить суворий поділ влади законодавчої, виконавчої та судової.
Законодавча влада делегується народом в одній палаті (Національних законодавчих зборах), члени якого обираються з усіх активних громадян шляхом двоступеневих виборів. Король має право накладати вето на рішення законодавчих зборів, але його вето лише відстрочує рішення, а не скасовує. Не потребують королівської санкції і постанови, що стосуються внутрішнього розпорядку в середовищі зборів, виборів, відповідальності міністрів, порушення зборами звинувачень проти них, а також декрети про встановлення, продовження та стягнення податків.
Голова виконавчої влади — особисто недоторка́нний король; міністри призначаються і змінюються ним і несуть відповідальність, але відповідальність лише судову, а не політичну, так як вони не можуть бути обрані з середовища палати. Палата може притягнути їх до суду (фр. Haute cour nationale), якщо вони скоюють злочини, порушують конституцію або особисті та майнові права приватних осіб, але вона не може змусити короля змінити міністрів, якщо їй не подобається напрям їхньої політики.
Регіональне управління було приведено в згоду з новим поділом Франції на департаменти, дистрикти, кантони і громади. Функції управління, як загальнодержавного, так і спеціально-місцевого, були однаково передані новим адміністративним установам, які всі були виборними, колегіальними і майже незалежними від вищих, так як останні не призначали і не змінювали їх. Вища адміністрація (і навіть сам король) могла лише тимчасово усунути від справ підлеглих їй осіб, але остаточне рішення належало законодавчому зібранню. Вибори в нижчих територіальних одиницях були прямі (в них могли брати участь всі активні громадяни), у вищих — двоступеневі, причому виборчий ценз підвищувався. На всіх щаблях влада була розділена між радами та виконавчими бюро, і лише в дуже маленьких громадах вся виконавча влада була в руках одного мера. Вся дійсна влада переходила в руки нижчих адміністративних установ (мерів, комунальних рад та бюро). Між королем і його міністрами — з одного боку та місцевою владою — з іншого, не було прямого зв'язку: король не мав на місцях ніяких представників. Таким чином, замість крайньої централізації старого порядку Національні збори створили крайню децентралізацію і слабкість влади. Вище управління армією було доручено королю, але й тут його влада була теж значно обмежена (а саме: він міг призначати в армії лише певну частину особового складу). На противагу залежної від короля армії, була заснована Національна гвардія, в яку мали входити всі активні громадяни (хто не був внесений в її списки, не користувався правами активного громадянина).
Усі посади в Національній гвардії заміщалися на термін, за вибором підлеглих. Право звертатися при заворушеннях до збройної сили було надано муніципальній владі. Цивільний устрій духовенства перетворив духовних у посадових осіб, що обираються народом, які отримували певну платню від держави. Судова влада була передана в руки обираних народом суддів: у кантонах засновані мирові судді, з засідателями, в дистриктах — цивільні трибунали, в департаментах — кримінальні. Судова організація завершувалась єдиним касаційним судом і Haute cour nationale, складеним з членів касаційного суду і обраних особливим порядком присяжних. Haute cour nationale збирається для суду над міністрами та головними представниками виконавчої влади, а також для суду над злочинами, що загрожують загальній безпеці держави, коли декрет про звинувачення виходить від законодавчого корпусу. Набагато життєвішими, ніж судоустрій, виявилися нові порядки судочинства, створені Національними зборами головним чином за англійським і американським зразком і послужили, в свою чергу, зразками для цілого ряду країн.
Головними діячами судової реформи в Національних зборах були Бергасс, Туре, Дюпор, Тронше. Національні збори ліквідували продажність посад, перенесення справ з одних судів у інші, або в руки виконавчої влади («евокації»), судові функції адміністративних установ, так сильно заплутані, при старому порядку, правильне звершення правосуддя. Воно проголосило безкоштовність юстиції, гласне та усне судочинство, змагальність судочинства, ввело, у кримінальних справах, присяжних (для судження про факт злочину; кваліфікування ж його і визначення покарання було надано суддям), встановило рівність покарань, обіцяло переглянути цивільні закони і скласти загальне їх зведення, а також реформувати кримінальний кодекс, так, «щоб покарання були приведені у відповідність зі злочинами, спостерігаючи при цьому, щоб вони були помірні, і не втрачаючи з уваги, що закон може встановлювати лише суворо необхідні покарання» (декрет 16-24 серпня 1790 року). Новий кримінальний кодекс був затверджений 25 вересня 1791 року.
Законодавство Національних зборів ввело в життя два принципи, цілком чужі старому порядку: засади індивідуальної свободи і засади рівності. Ці принципи цілком змінили становище особистості, її громадянські і політичні права. Національні збори ліквідували окремі стани, на які поділялося французьке суспільство, і з'єднало всіх в одному класі «громадян» (фр. citoyen), причому отримання французького громадянства було значно полегшено. Було скасовано дворянські титули, герби, виключне право привілейованих осіб на займання важливих посад тощо. Впали всі колишні утиски особистої свободи, всі залишки особистої залежності. Кожен, хто ставав на французьку землю, ставав вільним (декрет 28 вересня 1791). Всякі обмеження прав протестантів і євреїв були ліквідовані. Національні збори оголосили, що надалі всі будуть рівні перед податком і перед судом, що всі громадяни будуть допущені до всіх місць і посад, без інших відмінностей, ніж їх чесноти і здібності.
Тут, однак, була допущена непослідовність, під впливом буржуазії: політичні права (обрання комунальної влади і вибірників другого ступеня та інші) отримали лише активні громадяни, тобто французи, які досягли 25 років, які мають осілість, що платять прямий податок, рівний принаймні сумі триденного заробітку, та не перебувають в особистому служінні. Виборці другого ступеня, що вибирають депутатів в палату і одні лише мали право на займання всіх посад по дистриктовому і департаментському управлінню, повинні були задовольняти ще строгіші вимоги майнового цензу.
Ці обмеження дали зброю крайнім демократичним партіям, які вимагали загального виборчого права. Принцип індивідуальної свободи знайшов вираження в статтях, котрі дозволяли особисте затримання лише у визначених законом випадках і при дотриманні відомих форм.
Національні збори залишилися вірними свободі пересування, коли (у вересні 1791 року) ліквідували всі постанови проти емігрантів.
Далі, Національні збори визнали свободу слова і друку (що призвело до ліквідації цензури), свободу совісті, свободу петицій і зборів (за умови сходитися неозброєними і підкорятися поліцейським правилам). Спогад про сильні корпорації старого порядку змусило Національні збори відступити, в цьому відношенні, від принципу особистої свободи: декрет 17 червня 1791 заборонив складати асоціації осіб заради їх «вигаданих спільних інтересів». Ліквідовані були всякі утиски особистої підприємливості, всякі обмеження свободи праці, монопольні торгові компанії.
Національні збори визнали шлюб громадянською угодою, але майже не змінили особистих відносин між подружжям, майже не торкнулись влади батька, чоловіка, опікуна. Принцип рівності змусив ліквідувати в праві спадкування всякі переваги статі і старшинства народження.
Законодавство Національних зборів, що стосується власності, давало розвиток індивідуалістичного начала: воно звільняло його від будь-яких утисків і обмежень, якими були так багаті старі феодальні порядки. Особлива феодальна власність, лени і цензиви зовсім зникли, після того як феодальні і сеньйоріальні права були ліквідовані (саме ті, які Національні збори виводили з особистої залежності, наприклад виключне право полювання та утримання голубників, панщина), інші оголошені такими, що підлягають викупу (ті, які виводилися Національними зборами з поступками поміщикам і з вільної угоди, наприклад право на ценз, (фр. lods et ventes) тощо), скасовані особливості у спадкуванні ленів, право феодального викупу, вотчинна юстиція та пов'язані з нею права. Вся нерухома власність стала вільною від ленних зобов'язань аллодіальною власністю («le franc alleu general»).
Національні збори зробили серйозні промахи і в земельному законодавстві: оголошуючи селянські ділянки такими, що підлягають викупу, вони створили стиснуті умови викупу і не подбали про організацію викупної операції, про постачання селян необхідними для викупу засобами; нарешті, вони ліквідували вигідні для селян довічні оренди. Продаж так званого національного майна створив величезне переміщення земельної власності. Церковні землі були оголошені власністю нації 2 листопада 1789, а 4 грудня Талейран запропонував скористатися ними для сплати величезного державного боргу.
Фінансові труднощі (з літа 1789 надходження податків майже припинилося) та теорія, що не допускала в державі ніяких корпорацій і оголошувала їх власність надбанням держави, змусила Національні збори вдатися до наступного заходу. Для здійснення його була застосована система асигнацій (декрет 19 грудня 1789), яких Національними зборами було випущено на 1 800 млн ліврів.
Питання про те, наскільки переміщення власності пішло на користь селян, наскільки воно сприяло створенню у Франції класу дрібних вільних земельних власників, досі не можна вважати остаточно вирішеним. Національні збори цілком змінили систему податків і державного кредиту, причому теорії фізіократів проведені були ними далеко не повністю і не послідовно. Вони знищили старі податкові привілеї двох перших станів і визнали всіх без винятку такими, що підлягають обкладенню податками, згідно із спроможністю кожного. Старі податки були ліквідовані й замінені прямим податком, що накладався на чистий дохід від земель та нерухомого майна, патентним збором, що накладався на промисловість, і податками, що накладались на капітал (митом, що носили протекційний і почасти навіть заборонний характер, гербовими зборами, іпотечним і так званими «реєстраційними внесками» фр. droits d'enregistrement). Далі, Національні збори привели до відома усіх дані про державний борг, переданий йому старим порядком, і приступили до його погашення, для чого було створено особливу установу. Усі галузі управління повинні були надалі строго дотримуватися правил проголошеної палати кошторису. Визначеним був і цивільний лист короля.

## Національні установчі збори 1848—1849 рр.
Після лютневої революції у Франції також було скликано Національні установчі збори. Вони відкрили свої засідання 4 травня 1848 року, в Парижі, в складі 900 чоловік. Головами його були послідовно Бюше (по 15 червня), Сенар (по 19 липня), Марі (по серпень) і Арман Марраст. Національні збори визнали республіканську форму правління і замість тимчасового уряду, який склав з себе повноваження, вибрали (10 травня) «виконавчу комісію» з п'яти членів (Араго, Гарньє-Пажес, Ламартін, Ледрю-Роллен, Марі). Коли збори відкинули проєкт заснування міністерства прогресу та праці і порушили питання про закриття національних майстерень, йому стала загрожувати небезпека насильницького припинення його діяльності.
Після нападу на збори (15 травня) відбулося так зване червневе повстання; вулична боротьба тривала кілька днів і призвела до диктатури генерала Кавеньяка. Зборами було прийнято цілу низку надзвичайних заходів (висилка робітників не парижан в департаменти, стан облоги в Парижі, закриття деяких клубів і газет, встановлення застав для періодичної преси, обмеження зібрань і асоціацій тощо).
Головною справою зборів було вироблення нової конституції. Вже в половині травня вони призначили для цього комісію з 18 членів, до якої увійшли представники різних поглядів. 5 вересня Національні збори розпочали обговорення проєкту конституції і закінчили його до 4 листопада. Нова конституція була прийнята 739 голосами проти 30. Право на працю, питання яке викликало стільки хвилювань, не було визнано Національними зборами (проти нього говорили Токвіль, Дюверже де Горанн, Тьєр та ін.) Багато уваги було присвячено і фінансовим питанням, так як стан французьких фінансів в цей час був дуже сумним. Останні місяці Національні збори знаходилися в явному розладі з новим урядом — з президентом Людовиком-Наполеоном (обраним всупереч бажанню зборів, що схилявся скоріше на сторону Кавеньяка) і з його міністрами, які бажали якнайшвидшого розпуску зборів.
Однією з причин цієї незгоди були фінансові питання: Національні збори провели значні економії в бюджеті на 1849 рік, проти чого повстав уряд. 14 лютого 1849 Національні збори ухвалили, щоб протягом трьох місяців були проведені вибори в законодавчі збори, і 26 травня 1849 вони розійшлися.

## Національні установчі збори 1871—1875 рр.
Обрані під час франко-прусської війни, виробили конституцію 1875 року, діючу у Франції, з деякими змінами, і донині. Опублікований урядом національної оборони негайно після укладання перемир'я з Пруссією, виборчий декрет 29 січня 1871 пропонував вибрати, загальною подачею голосів, 768 депутатів (включаючи депутатів від колоній).
Вибори проводилися за департаментськими списками і відбувалися (8 лютого 1871 року) при надзвичайно несприятливих умовах, тому що значна частина країни була ще зайнята ворогом. Насамперед, вирішенню Національними зборами підлягало питання про продовження війни або укладення миру. Так як величезна більшість в провінції бажала миру, то ревні республіканці (різних відтінків), що стояли за продовження війни, отримали в Національних зборах лише близько 250 місць, більшість же складалася з легітимістів і орлеаністов (бонапартистів в Національних зборах спочатку майже не було: на виборах 8 лютого їх не вибрав жоден департамент, крім Корсики). 12 лютого 1871 Національні збори відкрилися в Бордо, у фоє театру. 13-й уряд Національної оборони склав з себе владу.
Головою Національних зборів був обраний Жуль Греві (республіканець), а головою виконавчої влади — Луї Адольф Тьєр (17 лютого), потім засідання були відстрочені до закінчення переговорів про мир. 26 лютого був підписаний попередній мирний договір, і 1 березня Національні збори, незважаючи на гарячі протести деяких депутатів, прийняли головні статті договору, переважною більшістю. Вони підтвердили скинення Наполеона III і його династії, відхилили вимогу про перенесення засідань у Париж і прийняли кілька невдалих заходів (наприклад, щодо примусу до сплати за борговими зобов'язаннями), що викликали сильне незадоволення в Парижі.
18 березня відбулося повстання в Парижі після якого утворилася Паризька комуна. Угоду з нею було відкинуто Національними зборами, які прийняли загальний для всієї Франції муніципальний закон. 18 травня вони ратифікували укладений у Франкфурті мирний договір; в кінці того ж місяця була здобута остаточна перемога над Паризькою комуною.
Явно ворожі до уряду Національної оборони, національні збори призначили комісії для розслідування його дій. Незабаром з боку монархістів почалися нападки і на Тьєра, якого деякі члени правої партії звинувачували в терпимості до інсургентів. Національні збори скасували закони про вигнання орлеанських принців і перевірили повноваження тих з них, які були обрані депутатами (у грудні 1872 року вони повернули їм їхні земельні майна, конфісковані при імперії).
Реакційні та клерикальні прагнення більшості Національних зборів поступово ставали все яснішими, тоді як часткові вибори явно вказували на співчуття народу республіці. У перших числах червня Національні збори проголосували, за пропозицією Тьера, позику в 2,5 мільярди, з яких два повинні були піти на сплату військової винагороди Прусії; далі вони обговорили і прийняли закон про генеральні ради (який розширював сферу їх дій) та військовий закон, що встановив загальну військову повинність.
В кінці серпня Національні збори продовжили владу Тьєра на 3 роки і дали йому титул «президента республіки», в силу «своєї установчої влади, складової приналежності його суверенітету» (цю установчу владу оскаржував у Національних зборів Гамбетта). Проте, вони не поспішали з виробленням конституції, так як не було ще згоди щодо самого істотного питання. Члени правої партії сподівалися на монархічну реставрацію, але сам «король» (граф Шамбор) псував їх справу своєю непоступливістю. Тьєр, який щиро вважав республіку єдиною можливою тоді формою правління, ставав все більш обтяжливим для більшості Національних зборів, але все ще здавався незамінним; коли у січні 1872 року він залишився (з фінансового питання) в меншості і подав у відставку, збори відмовилися її прийняти.
Між тим відбулося розпадання лівого центру: близько 40 членів його перейшли до правого центру, решта приєдналися до прихильників республіки. Влітку 1872 року Національні збори проголосували угоду з Німеччиною про сплату військової винагороди та про очищення німцями французької території і прийняли запропоновану урядом позику в три мільярди. Агітація на користь розпуску зборів стала посилюватися (маніфест республіканської партії від 2 серпня). Послання Тьера (13 листопада 1872 року), яке вказувало, що порятунок Франції — лише в республіці, викликало сильне роздратування серед правих. Більшість комісії тридцяти, вибраної для вироблення проєкту закону про взаємні відносини президента і зборів, була монархічна.
У середині березня, за пропозицією комісії, право президента республіки брати участь у дебатах зборів було піддано обмеженням. 16 березня було оголошено про майбутню сплату останнього мільярда винагороди та про очищення французької території. Праві відчували себе тепер, завдяки злиттю різних фракцій, настільки сильними, що знайшли можливим розпочати рішучу боротьбу з республіканською партією. Незручний для них голова зборів Греві змушений був скласти з себе повноваження, його місце зайняв, 4 квітня 1873 року, Бюффе, кандидат правих.
Кілька днів по тому інтерпеляція правих про «необхідність дати перевагу виключно консервативній політиці» і заяву її прихильників (промова Брольї), що новостворене Тьером міністерство не надає достатніх гарантій для боротьби з радикалізмом, змусили президента республіки поставити питання про довіру і, після того, як прийнятий ним простий перехід до чергових справ був відкинутий (362 голосами проти 348) — подати у відставку, яка і була прийнята 368 голосами проти 339 (24 травня 1873 року). Потім 390 голосами з 392 що голосували (решта утрималися) президентом республіки був обраний маршал Мак-Магон, який утворив «міністерство боротьби» (Брольї), перейнятий ворожнечею до республіки і клерикальним фанатизмом. Небезпека для республіки зробилася надзвичайно велика, коли (14 жовтня) граф Шамбор погодився на умови, запропоновані йому від імені монархічного комітету дев'яти. 22 жовтня, за пропозицією комітету дев'яти, був навіть вироблений обома правими партіями проєкт закону про відновлення монархії, але сам граф Шамбор знову зіпсував справу своїх прихильників своєї незговірливістю (особливо відмовою прийняти триколірний прапор). Реставрація монархії не вдалася.
20 листопада було продовжено на 7 років повноваження маршала Мак-Магона (383 голоси проти 317), і слідом за тим утворена комісія тридцяти, для розгляду проєктів конституційних законів. Величезну більшість її складали монархісти. Питання про септеннат викликало незгоду між урядом і легітимістами, а ставлення міністрів до бонапартистської маніфестації посварило їх з прихильниками імперії. У січні 1874 року був проголосований закон про мерів, що надавав право їх призначення уряду.
У травні 1874 року міністерство Брольї поступилося місцем бонапартистському та клерикальному кабінету Маня і Фурту. При обговоренні виборчого закону, друга комісія тридцяти зазнала поразки; загальне голосування було збережено. Розпочате 21 січня 1875 обговорення конституційних законів викликало у зборах сильну розбіжність: монархісти не хотіли проголошувати республіку, але більшість не погоджувалася і на проєкт комісії тридцяти, яка пропонувала щось на зразок диктатури для маршала. Внаслідок способу дій графа Шамбора і незгод у середовищі монархістів, про безпосереднє відновлення монархії не можна було й думати. Між тим ззовні загрожувала небезпека нового німецького вторгнення; необхідно було зважитися на що-небудь. Монархіст Валлон запропонував, 30 січня 1875 року, поправку до проєкту конституційного закону, такого змісту:
«Президент республіки обирається більшістю голосів сенату і палати депутатів, з'єднаних в національних зборах, він призначається на 7 років і може бути переобраний».

Поправка Валлона була прийнята 353 голосами проти 352 і таким чином, завдяки приєднанню до лівих кількох членів конституційної правої частини зборів, була встановлена республіка, більшістю одного голосу. Але й після цього, здавалося, було ще далеко до кінця: запекла боротьба зав'язалася навколо проєкту про сенат. Нарешті, був прийнятий проєкт Валлона, за яким обрання 75 довічних сенаторів було надано Національним зборам, а решту 225, що обираються на 9 років, — особливим виборчим колегіям. За пропозицією Валлона, було прийнято право президента розпускати палату депутатів, за згодою сенату; перегляд конституційних законів був довірений обом палатам, з'єднаним у Національних зборах. За пропозицією Равінеля, місцем перебування обох палат і виконавчої влади був призначений Версаль: Національні збори до самого кінця залишилися вірними своїй ворожнечі до Парижу. Закон про сенат був прийнятий 24 лютого 1875 року; на наступний день було прийнято і весь закон про організацію державних влад (425 голосів проти 254). Потім було прийнято закон про свободу вищого викладання, виборчий закон і деякі інші; також було призначено 75 довічних сенаторів.
Згідно з прийнятими рішеннями, Національні збори, за конституцією 1875 року, складаються з'єднанням в одне ціле сенату і палати депутатів. Голова сенату головує в Національних зборах, які він і скликає. Рішення Національних зборів ухвалюються при абсолютній більшості голосів. Національні збори збираються у Версалі:
- для обрання президента республіки, коли його пост стає вакантним, чи після закінчення законного терміну повноважень, або відставки, або смерті.
- для перегляду конституційних законів, коли обидві палати визнають його необхідним (за пропозицією президента республіки або за ініціативою депутатів або сенаторів).

Національні збори, врешті, розійшлися (31 грудня 1875 року).